# Піязабад (Марказі)
Піязабад (перс. پيازاباد) — село в Ірані, у дегестані Дегчаль, в Центральному бахші, шагрестані Хондаб остану Марказі. За даними перепису 2006 року, його населення становило 57 осіб, що проживали у складі 12 сімей.

## Клімат
Середня річна температура становить 12,37°C, середня максимальна – 31,94°C, а середня мінімальна – -11,15°C. Середня річна кількість опадів – 287 мм.
| Клімат поселення                              | Клімат поселення | Клімат поселення | Клімат поселення | Клімат поселення | Клімат поселення | Клімат поселення | Клімат поселення | Клімат поселення | Клімат поселення | Клімат поселення | Клімат поселення | Клімат поселення | Клімат поселення |
| Показник                                      | Січ.             | Лют.             | Бер.             | Квіт.            | Трав.            | Черв.            | Лип.             | Серп.            | Вер.             | Жовт.            | Лист.            | Груд.            |                  |
| Середній максимум, °C                         | 8,21             | 10,95            | 15,56            | 20,64            | 24,68            | 31,54            | 31,94            | 30,82            | 26,19            | 21,21            | 14,70            | 8,58             |                  |
| Середня температура, °C                       | −1,48            | 1,27             | 5,89             | 10,96            | 14,99            | 21,88            | 25,52            | 24,41            | 19,79            | 14,80            | 8,28             | 2,16             |                  |
| Середній мінімум, °C                          | −11,15           | −8,4             | −3,8             | 1,29             | 5,32             | 12,20            | 19,11            | 17,99            | 13,37            | 8,38             | 1,87             | −4,26            |                  |
| Норма опадів, мм                              | 46               | 35               | 49               | 39               | 35               | 8                | 0                | 1                | 1                | 7                | 25               | 41               |                  |
| Середньомісячна швидкість вітру, м/с          | 2.00             | 2.34             | 3.24             | 3.33             | 2.84             | 2.65             | 2.72             | 2.60             | 2.37             | 2.28             | 1.84             | 1.81             |                  |
| Середньомісячна сонячна радіація, кДж/м²·день | 8618             | 11926            | 14446            | 17955            | 22129            | 26845            | 25896            | 23935            | 20727            | 15209            | 10698            | 8571             |                  |
| --------------------------------------------- | ---------------- | ---------------- | ---------------- | ---------------- | ---------------- | ---------------- | ---------------- | ---------------- | ---------------- | ---------------- | ---------------- | ---------------- | ---------------- |
| Джерело:                                      |                  |                  |                  |                  |                  |                  |                  |                  |                  |                  |                  |                  |                  |